# Felicitas Hoppe
Felicitas Hoppe (ur. 22 grudnia 1960 w Hameln), niemiecka pisarka.

## Życiorys i twórczość
Studiowała literaturę, retorykę i religię na kilku uczelniach, m.in. Wolnym Uniwersytecie Berlina. Pracowała jako dziennikarka, w 2006 był wolnym profesorem w Dartmouth College. Mieszka w Berlinie. Debiutowała w latach 90.
W Polsce ukazała się jej mikropowieść Pigafetta z 1999. Jest to swoista relacja z podróży dookoła świata, jaką autorka odbyła na pokładzie kontenerowca (przeznaczając na nią środki z nagrody literackiej). Wydarzenia z codziennego życia statku mieszają się z fantastycznymi opowieściami, a narratorce towarzyszy duch Antonio Pigafetty – podróżnika z XVI wieku.